# Arsy
Arsy – miejscowość i gmina we Francji, w regionie Hauts-de-France, w departamencie Oise.
Według danych na rok 1990 gminę zamieszkiwało 871 osób, a gęstość zaludnienia wynosiła 120 osób/km² (wśród 2293 gmin Pikardii Arsy plasuje się na 330. miejscu pod względem liczby ludności, natomiast pod względem powierzchni na miejscu 669.).
W Arsy w 1864 urodziła się Séraphine Louis – francuska malarka, prymitywistka.